# Péter Sárik

Péter Sárik

Péter Sárik (* 6. Mai 1972 in Cegléd) ist ein ungarischer Pianist und Komponist, der sich stilistisch in den Bereichen Klassik, Pop, Latin, Weltmusik und bevorzugt Jazz bewegt.

## Leben
In der Grundschule bekam Sárik ersten Musikunterricht nach der Kodály-Methode. Im Alter von sieben Jahren begann er mit dem Klavierspiel. Seine erste Band, die ungarische Volksmusik und eigene Kompositionen spielte, gründete er im Alter von 15 Jahren. Sárik legte sein Abitur am Lajos-Kossuth-Gymnasium in Cegléd ab. Er absolvierte dann ein Studium im Bereich Jazz-Piano an der Franz-Liszt-Musikakademie in Budapest bei Béla Lakatos Szakcsi, Károly Binder und János Gonda. 1997 schloss er das Studium mit dem Diplom ab. Danach machte er Studien im Bereich klassischer Musik bei der Pianistin Ilona Prunyi. Er arbeitete in stilistisch sehr verschiedenen Formationen sowie mit den renommierten ungarischen Jazzmusikern István Regős, Vilmos Jávori, Ágnes Lakatos und Péter Gerendás zusammen. Zudem ist er ein gefragter Session- und Studiomusiker. Seit 2007 spielt er hauptsächlich mit seinem eigenen Trio, dem Sárik Péter Trio mit György Frey (Bass) und Tamás Berdisz (Schlagzeug). Mit diesem unternahm er Tourneen in ganz Europa.
Als Komponist hat er eine Reihe von Preisen in den USA und Großbritannien erhalten.

## Musikgruppen (Auswahl)
Péter Sárik ist bzw. war Mitglied der folgenden Formationen:
- Fábián Juli és Sárik Péter
- Fábián Juli Jazz Riff
- Hodek Dávid Quartett
- Jávori Sound Machine
- Jazzpression
- Juhász Ildi és Sárik Péter
- Nagy János és Sárik Péter Zongora Duó
- Sárik Péter Trio

## Diskographische Hinweise
- Jazzpression: Ways, 2003
- Jávori Sound Machine: Szivárvány havasán, 2003
- Jazzpression: Few minutes dream, 2004
- Jazzpression: Night driving, 2006
- Sárik Péter Trió: Better tomorrow, 2008
- Fábián Juli Jazz Riff: Honey & chili, 2009
- Berki Tamás: Bika jam, 2009
- Dávid Hodek Quartet: The first, 2009
- Sárik Péter Trió: Peaces, 2010
- Fábián Juli & Sárik Péter duó: Feel Harmony, 2011
- Sárik Péter Trió: Jazzkívánságműsor, 2012
- Peter Sarik Trio: X Bartók, 2018